# Championnat d'Argentine de football 1976
Navigation
Saison précédente Saison suivante
La saison 1976 du Championnat d'Argentine de football était la 46e édition professionnelle de la première division argentine.
La saison argentine comporte 2 championnats. Dans le championnat Metropolitano, les 22 clubs sont répartis en deux poules où chaque formation rencontre deux fois tous ses adversaires, à domicile et à l'extérieur. Les 6 premiers de chaque poule dispute une poule finale pour le titre. Le championnat Nacional regroupe les mêmes clubs ainsi que les 12 meilleurs clubs des championnats régionaux, les équipes sont réparties en 4 poules où elles s'affrontent deux fois. Les deux premiers de chaque poule participent à la phase finale pour le titre. Il peut donc y avoir 2 champions par saison.
Cette saison voit la victoire de Boca Juniors, à la fois dans le championnat Metropolitano et dans le championnat Nacional. Il s'agit là des 19e et 20e titres de champion d'Argentine de l'histoire du club.

## Les 22 clubs participants
| \| Bs Aires La Plata Santa Fe Rosario \| Villes représentées lors de la saison 1976 (Championnat Metropolitano) |
| Bs Aires La Plata Santa Fe Rosario                                                                              |

- Boca Juniors
- San Lorenzo de Almagro
- Ferro Carril Oeste
- River Plate
- Racing Club
- Independiente
- Rosario Central
- Gimnasia y Esgrima (La Plata)
- Huracán
- Temperley
- Chacarita Juniors
- Vélez Sársfield
- Argentinos Juniors
- Estudiantes (La Plata)
- Atlanta
- Newell's Old Boys (Rosario)
- All Boys
- Banfield
- Unión (Santa Fe)
- Colón (Santa Fe)
- Quilmes - Promu de Segunda División
- San Telmo - Promu de Segunda División

## Première phase

### Championnat Metropolitano
Tous les classements sont établis en utilisant le barème suivant :
- Victoire : 2 points
- Match nul : 1 point
- Défaite, forfait ou abandon : 0 point

#### Groupe 1
| Rang | Équipe                 | Pts | J  | G  | N  | P  | Bp | Bc | Diff |
| ---- | ---------------------- | --- | -- | -- | -- | -- | -- | -- | ---- |
| 1    | Huracán                | 37  | 22 | 15 | 7  | 0  | 47 | 20 | +27  |
| 2    | Estudiantes (La Plata) | 29  | 22 | 10 | 9  | 3  | 33 | 22 | +11  |
| 3    | Independiente          | 28  | 22 | 9  | 10 | 3  | 37 | 24 | +13  |
| 4    | Boca Juniors           | 25  | 22 | 9  | 7  | 6  | 30 | 22 | +8   |
| 5    | Colón (Santa Fe)       | 22  | 22 | 9  | 4  | 9  | 35 | 35 | 0    |
| 6    | Rosario Central        | 21  | 22 | 6  | 9  | 7  | 38 | 28 | +10  |
| 7    | Ferro Carril Oeste     | 20  | 22 | 6  | 8  | 8  | 28 | 36 | -8   |
| 8    | Banfield               | 18  | 22 | 4  | 10 | 8  | 29 | 40 | -11  |
| 9    | Atlanta                | 16  | 22 | 6  | 4  | 12 | 19 | 39 | -20  |
| 10   | San Telmo P            | 15  | 22 | 4  | 7  | 11 | 27 | 37 | -10  |
| 11   | All Boys               | 12  | 22 | 2  | 8  | 12 | 15 | 38 | -23  |

|  | Qualification pour la poule pour le titre |
|  | Participation à la poule de relégation    |
|  | P : Promu de Segunda Division             |

#### Groupe 2
| Rang | Équipe                        | Pts | J  | G  | N | P  | Bp | Bc | Diff |
| ---- | ----------------------------- | --- | -- | -- | - | -- | -- | -- | ---- |
| 1    | River Plate T                 | 27  | 22 | 12 | 3 | 7  | 43 | 26 | +17  |
| 2    | Gimnasia y Esgrima (La Plata) | 26  | 22 | 9  | 8 | 5  | 36 | 29 | +7   |
| 3    | Quilmes P                     | 26  | 22 | 10 | 6 | 6  | 36 | 36 | 0    |
| 4    | San Lorenzo de Almagro        | 25  | 22 | 10 | 5 | 7  | 31 | 29 | +2   |
| 5    | Unión (Santa Fe)              | 24  | 22 | 10 | 4 | 8  | 34 | 23 | +11  |
| 6    | Newell's Old Boys (Rosario)   | 24  | 22 | 8  | 8 | 6  | 32 | 28 | +4   |
| 7    | Vélez Sársfield               | 23  | 22 | 10 | 3 | 9  | 31 | 27 | +4   |
| 8    | Racing Club                   | 21  | 22 | 8  | 5 | 9  | 36 | 37 | -1   |
| 9    | Chacarita Juniors             | 18  | 22 | 7  | 4 | 11 | 32 | 43 | -11  |
| 10   | Argentinos Juniors            | 14  | 22 | 5  | 4 | 13 | 27 | 43 | -16  |
| 11   | Temperley                     | 13  | 22 | 3  | 7 | 12 | 21 | 35 | -14  |

|  | Qualification pour la poule pour le titre         |
|  | Participation à la poule de relégation            |
|  | T : Tenant du titre P : Promu de Segunda Division |

#### Poule pour le titre
| Rang | Équipe                        | Pts | J  | G | N | P | Bp | Bc | Diff |
| ---- | ----------------------------- | --- | -- | - | - | - | -- | -- | ---- |
| 1    | Boca Juniors                  | 19  | 11 | 8 | 3 | 0 | 18 | 8  | +10  |
| 2    | Huracán                       | 16  | 11 | 7 | 2 | 2 | 20 | 12 | +8   |
| 3    | Estudiantes (La Plata)        | 14  | 11 | 5 | 4 | 2 | 16 | 13 | +3   |
| 4    | Unión (Santa Fe)              | 13  | 11 | 5 | 3 | 3 | 16 | 13 | +3   |
| 5    | River Plate T                 | 13  | 11 | 3 | 7 | 1 | 13 | 11 | +2   |
| 6    | Newell's Old Boys (Rosario)   | 12  | 11 | 4 | 4 | 3 | 11 | 12 | -1   |
| 7    | Quilmes P                     | 10  | 11 | 2 | 6 | 3 | 18 | 18 | 0    |
| 8    | Rosario Central               | 9   | 11 | 2 | 5 | 4 | 14 | 16 | -2   |
| 9    | Colón (Santa Fe)              | 8   | 11 | 2 | 4 | 5 | 15 | 20 | -5   |
| 10   | Independiente                 | 6   | 11 | 3 | 0 | 8 | 17 | 17 | 0    |
| 11   | Gimnasia y Esgrima (La Plata) | 6   | 11 | 1 | 4 | 6 | 13 | 21 | -8   |
| 12   | San Lorenzo de Almagro        | 6   | 11 | 1 | 4 | 6 | 7  | 17 | -10  |

|  | Qualification pour la Copa Libertadores 1977      |
|  | T : Tenant du titre P : Promu de Segunda Division |

#### Poule de relégation
| Rang | Équipe             | Pts | J | G | N | P | Bp | Bc | Diff |
| ---- | ------------------ | --- | - | - | - | - | -- | -- | ---- |
| 1    | Temperley          | 14  | 9 | 6 | 2 | 1 | 15 | 6  | +9   |
| 2    | Atlanta            | 11  | 9 | 3 | 5 | 1 | 14 | 13 | +1   |
| 3    | Ferro Carril Oeste | 10  | 9 | 3 | 4 | 2 | 13 | 11 | +2   |
| 4    | Banfield           | 9   | 9 | 2 | 5 | 2 | 16 | 12 | +4   |
| 5    | Vélez Sársfield    | 9   | 9 | 2 | 5 | 2 | 11 | 10 | +1   |
| 6    | Chacarita Juniors  | 9   | 9 | 3 | 3 | 3 | 11 | 14 | -3   |
| 7    | Argentinos Juniors | 8   | 9 | 0 | 8 | 1 | 11 | 15 | -4   |
| 8    | All Boys           | 7   | 9 | 2 | 3 | 4 | 12 | 14 | -2   |
| 9    | Racing Club        | 7   | 9 | 2 | 3 | 4 | 9  | 12 | -3   |
| 10   | San Telmo P        | 6   | 9 | 2 | 2 | 5 | 12 | 17 | -5   |

|  | Relégué en Segunda Division   |
|  | P : Promu de Segunda Division |

## Deuxième phase

### Championnat Nacional
| \| Bs Aires La Plata Rosario Santa Fe Mar del Plata Tucumán Salta Jujuy Mendoza Córdoba LG San Martín Comodoro Rivadavia Formosa \| Villes représentées lors de la saison 1976 (Championnat Nacional) |
| Bs Aires La Plata Rosario Santa Fe Mar del Plata Tucumán Salta Jujuy Mendoza Córdoba LG San Martín Comodoro Rivadavia Formosa                                                                         |

Tous les clubs ayant participé au championnat Metropolitano et les 12 meilleures équipes régionales sont réparties en quatre poules où les clubs s'affrontent deux fois, à domicile et à l'extérieur. Les deux premiers de chaque poule sont qualifiés pour la phase finale pour le titre.

#### Poule A
| Rang | Équipe                        | Pts | J  | G  | N | P  | Bp | Bc | Diff |
| ---- | ----------------------------- | --- | -- | -- | - | -- | -- | -- | ---- |
| 1    | Boca Juniors                  | 23  | 16 | 10 | 3 | 3  | 24 | 10 | +14  |
| 2    | Quilmes P                     | 23  | 16 | 9  | 5 | 2  | 21 | 12 | +9   |
| 3    | Independiente                 | 21  | 16 | 8  | 5 | 3  | 24 | 17 | +7   |
| 4    | Atlético Tucumán              | 17  | 16 | 7  | 3 | 6  | 21 | 17 | +4   |
| 5    | Gimnasia y Esgrima (Jujuy)    | 15  | 16 | 5  | 5 | 6  | 17 | 19 | -2   |
| 6    | Gimnasia y Esgrima (La Plata) | 14  | 16 | 5  | 4 | 7  | 14 | 20 | -6   |
| 7    | Chacarita Juniors             | 9   | 16 | 2  | 5 | 9  | 17 | 27 | -10  |
| 8    | Temperley                     | 9   | 16 | 3  | 3 | 10 | 17 | 28 | -11  |

|  | Qualification pour la phase finale |
|  | P : Promu de Segunda Division      |

- Play-off pour la première place : Boca Juniors 2 - 1 Quilmes

#### Poule B
| Rang | Équipe                   | Pts | J  | G  | N | P  | Bp | Bc | Diff |
| ---- | ------------------------ | --- | -- | -- | - | -- | -- | -- | ---- |
| 1    | River Plate T            | 24  | 16 | 10 | 4 | 2  | 31 | 14 | +17  |
| 2    | Banfield                 | 22  | 16 | 9  | 4 | 3  | 33 | 18 | +15  |
| 3    | Estudiantes (La Plata)   | 21  | 16 | 8  | 5 | 3  | 23 | 14 | +9   |
| 4    | Racing Club              | 17  | 16 | 7  | 3 | 6  | 26 | 25 | +1   |
| 5    | Atlanta                  | 15  | 16 | 5  | 5 | 6  | 23 | 23 | 0    |
| 6    | Atletico Ledesma (Jujuy) | 15  | 16 | 6  | 3 | 7  | 17 | 18 | -1   |
| 7    | San Martín (Tucumán)     | 7   | 16 | 2  | 3 | 11 | 12 | 27 | -15  |
| 8    | San Telmo P              | 4   | 16 | 1  | 2 | 13 | 15 | 46 | -31  |

|  | Qualification pour la phase finale                |
|  | T : Tenant du titre P : Promu de Segunda Division |

#### Poule C
| Rang | Équipe                    | Pts | J  | G  | N | P  | Bp | Bc | Diff |
| ---- | ------------------------- | --- | -- | -- | - | -- | -- | -- | ---- |
| 1    | Huracán                   | 28  | 18 | 12 | 4 | 2  | 36 | 15 | +21  |
| 2    | Unión (Santa Fe)          | 25  | 18 | 10 | 5 | 3  | 32 | 15 | +17  |
| 3    | Rosario Central           | 22  | 18 | 7  | 8 | 3  | 24 | 19 | +5   |
| 4    | San Martín (Mendoza)      | 17  | 18 | 6  | 5 | 7  | 27 | 28 | -1   |
| 5    | Aldosivi (Mar del Plata)  | 16  | 18 | 6  | 4 | 8  | 25 | 33 | -8   |
| 6    | Vélez Sársfield           | 15  | 18 | 4  | 7 | 7  | 21 | 24 | -3   |
| 7    | Platense                  | 14  | 18 | 5  | 4 | 9  | 19 | 32 | -13  |
| 8    | Sportivo Patria (Formosa) | 12  | 18 | 4  | 4 | 10 | 24 | 37 | -13  |
| 9    | All Boys                  | 12  | 18 | 4  | 4 | 10 | 16 | 26 | -10  |

|  | Qualification pour la phase finale |

#### Poule D
| Rang | Équipe                       | Pts | J  | G  | N | P  | Bp | Bc | Diff |
| ---- | ---------------------------- | --- | -- | -- | - | -- | -- | -- | ---- |
| 1    | Talleres (Córdoba)           | 26  | 18 | 11 | 4 | 3  | 38 | 17 | +21  |
| 2    | Newell's Old Boys (Rosario)  | 26  | 18 | 11 | 4 | 3  | 38 | 19 | +19  |
| 3    | Ferro Carril Oeste           | 25  | 18 | 10 | 5 | 3  | 38 | 21 | +17  |
| 4    | Argentinos Juniors           | 17  | 18 | 7  | 3 | 8  | 26 | 27 | -1   |
| 5    | Huracán (Comodoro Rivadavia) | 17  | 18 | 7  | 3 | 8  | 20 | 24 | -4   |
| 6    | Central Norte (Salta)        | 16  | 18 | 5  | 6 | 7  | 17 | 25 | -8   |
| 7    | Colón (Santa Fe)             | 15  | 18 | 4  | 7 | 7  | 13 | 20 | -7   |
| 8    | San Lorenzo de Almagro       | 14  | 18 | 4  | 6 | 8  | 23 | 26 | -3   |
| 9    | San Lorenzo (Mar del Plata)  | 7   | 18 | 2  | 3 | 13 | 24 | 53 | -29  |

|  | Qualification pour la phase finale |

- Play-off pour la première place : Talleres (Córdoba) 3 - 1 Newell's Old Boys (Rosario)

#### Phase finale
|  | Quarts de finale | Quarts de finale            | Quarts de finale   | Quarts de finale   |              |              | Demi-finales | Demi-finales | Demi-finales | Demi-finales |  |  | Finale | Finale | Finale | Finale |
|  |                  |                             |                    |                    |              |              |              |              |              |              |  |  |        |        |        |        |
|  |                  |                             |                    |                    |              |              |              |              |              |              |  |  |        |        |        |        |
|  |                  |                             |                    |                    |              |              |              |              |              |              |  |  |        |        |        |        |
|  | 1er A            | Boca Juniors                | 2                  | 2                  |              |              |              |              |              |              |  |  |        |        |        |        |
|  | 1er A            | Boca Juniors                | 2                  | 2                  |              |              |              |              |              |              |  |  |        |        |        |        |
|  | 2e B             | Banfield                    | 1                  | 1                  |              |              |              |              |              |              |  |  |        |        |        |        |
|  | 2e B             | Banfield                    | 1                  | 1                  | Boca Juniors | Boca Juniors | 1            | 1            |              |              |  |  |        |        |        |        |
|  |                  |                             |                    |                    | Boca Juniors | Boca Juniors | 1            | 1            |              |              |  |  |        |        |        |        |
|  |                  |                             | Huracán            | Huracán            | 0            | 0            |              |              |              |              |  |  |        |        |        |        |
|  | 1er B            | River Plate                 | Huracán            | Huracán            | 0            | 0            | 2            | 2            |              |              |  |  |        |        |        |        |
|  | 1er B            | River Plate                 |                    |                    |              |              |              | 2            |              |              |  |  |        |        |        |        |
|  | 2e A             | Quilmes                     | 1                  | 1                  |              |              |              |              |              |              |  |  |        |        |        |        |
|  | 2e A             | Quilmes                     | 1                  | 1                  | Boca Juniors | Boca Juniors | 1            | 1            |              |              |  |  |        |        |        |        |
|  |                  |                             |                    |                    | Boca Juniors | Boca Juniors | 1            | 1            |              |              |  |  |        |        |        |        |
|  |                  |                             | River Plate        | River Plate        | 0            | 0            |              |              |              |              |  |  |        |        |        |        |
|  | 1er C            | Huracán                     | River Plate        | River Plate        | 0            | 0            | 2            | 2            |              |              |  |  |        |        |        |        |
|  | 1er C            | Huracán                     |                    |                    |              |              |              |              |              |              |  |  |        |        |        |        |
|  | 2e D             | Newell's Old Boys (Rosario) | 0                  | 0                  |              |              |              |              |              |              |  |  |        |        |        |        |
|  | 2e D             | Newell's Old Boys (Rosario) | 0                  | 0                  | River Plate  | River Plate  | 1            | 1            |              |              |  |  |        |        |        |        |
|  |                  |                             |                    |                    | River Plate  | River Plate  | 1            | 1            |              |              |  |  |        |        |        |        |
|  |                  |                             | Talleres (Córdoba) | Talleres (Córdoba) | 0            | 0            |              |              |              |              |  |  |        |        |        |        |
|  | 1er D            | Talleres (Córdoba)          | Talleres (Córdoba) | Talleres (Córdoba) | 0            | 0            | 4            | 4            |              |              |  |  |        |        |        |        |
|  | 1er D            | Talleres (Córdoba)          |                    |                    |              |              |              | 4            |              |              |  |  |        |        |        |        |
|  | 2e C             | Unión (Santa Fe)            | 0                  | 0                  |              |              |              |              |              |              |  |  |        |        |        |        |
|  | 2e C             | Unión (Santa Fe)            | 0                  | 0                  |              |              |              |              |              |              |  |  |        |        |        |        |
|  |                  |                             |                    |                    |              |              |              |              |              |              |  |  |        |        |        |        |

### Barrage pré-Libertadores
Le club de Boca Juniors ayant gagné les deux championnats saisonniers, les vice-champions de chaque tournoi s'affrontent afin de connaître le club qualifié pour la prochaine Copa Libertadores, sur un seul match, disputé sur le terrain du Boca Juniors.
| Équipe 1    | Résultat | Équipe 2 |
| ----------- | -------- | -------- |
| River Plate | 4 - 1    | Huracán  |

## Bilan de la saison
| Championnat d'Argentine de football 1976                             |                                                                              |
| Champion                                                             | Metropolitano : Boca Juniors (19e titre) Nacional : Boca Juniors (20e titre) |
| Qualifications continentales                                         |                                                                              |
| Copa Libertadores 1977                                               | Boca Juniors                                                                 |
| Copa Libertadores 1977                                               | River Plate                                                                  |
| Promotions et relégations                                            |                                                                              |
| Promus en Championnat d'Argentine de football                        | Platense                                                                     |
| Promus en Championnat d'Argentine de football                        | Lanús                                                                        |
| Relégués en Championnat d'Argentine de football de deuxième division | San Telmo                                                                    |